# P. V. R. Raja
P. V. R. Raja es un director musical, compositor, guitarrista y cantante indio. Entró en el Libro de los Récords de la India por componer la mayor cantidad de cortometrajes en  télugu. Se le apoda Maestro del cortometraje. Ganó el premio estatal de Andhra Pradesh en el Festival Nacional de la Juventud de 2011 (India) en la categoría de guitarra. Principalmente compone música para películas en idioma telugu. Trabajó como director musical para las películas en telugu Vitamin She, Mitti Back to the Roots, y Madhi. En el pasado ha compuesto música para más de 250 películas digitales. En las competencias del Festival Nacional de la Juventud de 2011, ocupó el primer lugar en la categoría de guitarra en nombre del estado de Andhra Pradesh. En 2020 SIIMA Short Film Awards fue seleccionado como Mejor Director Musical por la película Antharartham. Sus álbumes de música fueron lanzados en India por los sellos de audio Sony Music India, Aditya Music y Times Music.

## Filmografía
| Year | Film                     | Language |
| ---- | ------------------------ | -------- |
| 2018 | Mitti: Back to the Roots | Hindi    |
| 2020 | Vitamin She              | Telugu   |
| 2022 | Madhi                    | Telugu   |